# 厙姓
厍姓（厍 拼音：shè 古音：shyah 始夜切）是中文姓氏之一，在《百家姓》中排第371位。在现代他是极罕见的姓氏。

## 起源
厍姓是以官职为姓氏。《风俗通义》中记载，厍是指古代村庄仓库，负责的官员称为守库大夫，以后代中即有以官名为姓氏的。后来在南北朝时也有“厍傉官”氏改姓为厍。

## 郡望
- 河南郡：汉高帝时置，今河南洛阳

## 堂號
- “辅仪堂”。
- “金城堂”。

## 名人
- 厍钧：汉朝官员，官至金城太守，被封为辅仪侯。

## 延伸阅读
[在维基数据编辑]
 《百家姓》
 《欽定古今圖書集成·明倫彙編·氏族典·厙姓部》，出自陈梦雷《古今圖書集成》